# تيري هولينغر
تيري هولينغر هو لاعب هوكي الجليد كندي، ولد في 24 فبراير 1971 في ريجاينا في كندا.

## وصلات خارجية
- تيري هولينغر على موقع دوري الهوكي الوطني (الإنجليزية)
- تيري هولينغر على موقع EliteProspects.com (الإنجليزية)
- تيري هولينغر على موقع Eurohockey.com (الإنجليزية)
- تيري هولينغر على موقع HockeyDB.com (الإنجليزية)
- تيري هولينغر على موقع Hockey-Reference.com (الإنجليزية)